# Królestwo zwierząt (serial telewizyjny)
Królestwo zwierząt (ang. Animal Kingdom) – amerykański serial telewizyjny, wyprodukowany przez John Wells Productions oraz Warner Horizon Television i emitowany przez stację TNT od 14 czerwca 2016. Serial jest adaptacją filmu Królestwo zwierząt w reżyserii Davida Michôda.
W Polsce pierwsza seria Królestwa zwierząt została udostępniona 1 października 2016 w ramach usługi VOD Seriale+ platformy nc+. Od 16 października 2017 serial emitowany jest w Polsce na kanale TNT Polska.

## Fabuła
Serial skupia się na 17-letnim Joshu Codym, który po śmierci rodziców przeprowadza się do krewnych w południowej Kalifornii. Okazuje się, że rodzina pod wodzą babki Josha, Janine „Smurf” Cody, prowadzi nielegalne interesy.

## Obsada

### Główna
- Ellen Barkin jako Janine „Smurf” Cody
- Scott Speedman jako Barry „Baz” Brown
- Shawn Hatosy jako Pope
- Ben Robson jako Craig[2]
- Jake Weary jako Deran Cody
- Finn Cole jako Joshua „J” Cody
- Daniella Alonso jako Catherine[3]
- Molly Gordon jako Nicky[4]

### Role drugoplanowe
- Nicki Micheaux jako Sandra Yates, detektyw
- Michael Bowen jako Vin[5]
- Jennifer Landon jako Amy[6] (seria 2)
- Alex Meraz jako Javi Cano (seria 2)
- Tembi Locke jako Monica[7] (seria 2)

## Odcinki
| Seria | Seria | Odcinki | Oryginalna emisja | Oryginalna emisja | Oryginalna emisja    | Oryginalna emisja | Oryginalna emisja |
| Seria | Seria | Odcinki | Premiera serii    | Finał serii       | Premiera serii       | Finał serii       |                   |
| ----- | ----- | ------- | ----------------- | ----------------- | -------------------- | ----------------- | ----------------- |
|       | 1     | 10      | 14 czerwca 2016   | 9 sierpnia 2016   | 16 października 2017 | 13 listopada 2017 |                   |
|       | 2     | 13      | 30 maja 2017      | 29 sierpnia 2017  | 1 stycznia 2018      | 12 lutego 2018    |                   |
|       | 3     | 10      | 29 maja 2018      | 31 lipca 2018     |                      |                   |                   |
|       | 4     | 10      | 28 maja 2019.     | 20 sierpnia 2019  |                      |                   |                   |

## Produkcja
14 maja 2015 roku stacja TNT zamówiła pilotowy odcinek Królestwa zwierząt. W sierpniu 2015 roku ogłoszono, że do serialu dołączyli: Ben Robson, Molly Gordon i Daniella Alonso. 10 grudnia 2015 stacja TNT ogłosiła zamówienie pierwszej serii.
W czerwcu 2016 roku Michael Bowen dołączył do obsady w roli głównej. W drugiej serii, Jennifer Landon dołączyła do obsady i wcieliła się w rolę Amy.
7 lipca 2016 roku, stacja  przedłużyła serial o drugą serię. Na początku stycznia 2017 roku Tembi Locke dołączył do serialu w roli głównej. 27 lipca 2017 roku, stacja TNT zamówiła trzecią serię, z kolei 3 lipca 2018 roku przedłużyła serial o czwartą.
25 lipca 2019 roku stacja TNT przedłuża serial o piąty sezon.